# Derecske
Derecske város Hajdú-Bihar vármegyében, a Derecskei járásban.

## Fekvése
Az ország keleti részén helyezkedik el, a Hajdúságban, a megyeszékhely Debrecentől mintegy 22 kilométerre.
A szomszédos települések: észak felől Sáránd, északkelet felől Hajdúbagos, kelet felől Konyár, délkelet felől Szentpéterszeg, délnyugat felől Berettyóújfalu, nyugat-délnyugat felől Földes, északnyugat felől pedig Hajdúszovát.

### Megközelítése
Legfontosabb közúti megközelítési útvonala a 47-es főút, ezen érhető el észak felől, Debrecen irányából és délről, Berettyóújfalu felől is. Földessel a 4803-as, Konyárral a 4811-es, Hajdúszováttal a 4816-os út, Kabával pedig a 4802-es út, majd annak folytatásaként egy önkormányzati út köti össze. Közigazgatási területét érinti az M35-ös autópálya és az M4-es autóút is, előbbinek csomópontja is van itt, a 4816-os úttal alkotott keresztezésénél.
A hazai vasútvonalak közül a települést a Debrecen–Nagykereki-vasútvonal érinti, melynek két megállási pontja van itt; Derecske vasútállomás a város északi széle közelében található, Újtelep városrész házai és a 47-es főút között, Derecske-Vásártér megállóhely pedig a belterület keleti szélén; utóbbi közúti elérését csak önkormányzati utak biztosítják.

## Története
Derecske először Bihar vármegyéhez, később Hajdú-Bihar megyéhez tartozott. A település neve az írásos emlékekben 1291. évben bukkant fel először. A régészeti leletek tanúsága szerint ez a vidék már a honfoglalás előtt is lakott hely volt. Derecske a hajdani mezőváros, majd később hajdúváros 1991. január 1-től újra városi rangra emelkedett.
Derecske ősrégi közösség, a 16. században szabad hajdúváros volt, melynek Bocskai fejedelem kiváltságokat adott. Jelentős országos esemény helyszíne volt Derecske, mikor Fráter György, hogy ellensúlyozza Ferdinánd híveinek szervezkedését, 1543. augusztus 1-re összehívta a tiszántúli rendek részországgyűlését Derecske városában. A derecskei részországgyűlés fontos állomása volt a Keleti Magyar Királyságból meginduló önálló Erdélyi Fejedelemség kialakulásának.
Derecske kora újkori történetében új korszak kezdődött, mikor a falu részbirtokát Bethlen Gábor erdélyi fejedelem 1608 nyarán Nagy András hajdú főkapitánynak adományozta. Az ő néhány éves birtokossága alatt került kapcsolatba a falu a hajdúkkal. 1631 nyarán azután I. Rákóczi György fejedelem kiváltságlevéllel telepített szabolcsi hajdúkat Derecskére, mely így hajdúváros lett. A hajdúság, a bihari ún. kis hajdúvárosok története adta meg hosszú ideig Derecske múltjában a lényeges kérdéseket.
Magyarországon a 16. század végéig nagyjából megmaradt a középkori településhálózat, de a tizenöt éves háború jelentős pusztulást okozott elsősorban a hódoltságban és annak peremvidékén, kiváltképp jelentős volt a tatár pusztítás a Debrecentől délre eső bihari területeken: ezeknek szinte a középpontjában fekszik Derecske. Később Esterházy Pál az elmaradt nádori fizetés fejében kapja meg birtokul Derecskét, jogait azonban csak a Rákóczi-szabadságharc után tudja érvényesíteni, mert a kiváltságaiktól megfosztott hajdúk nem akartak belenyugodni sorsuk változásába. A törökök 1659-ben és 1693-ban feldúlták. I. Lipót a hajdúk szabadalmait megvonta tőle és a kassai királyi kamara fennhatósága alá helyezte Derecskét.
A második világháború igazi megpróbáltatásai 1944 októberében érték el a községet. 1948-ban a lakosság meghaladta a 10 ezer főt. A 60-as évektől átalakult a település képe, a régi, jellegzetes, méltóságot sugárzó klasszicista tornácos, módos parasztházak eltűntek Derecske utcáiból. Az egymást gyorsan váltó építési divatok meglehetősen eklektikussá tették az 1991-ben ismét városi rangot kapott település arculatát.
Átalakult a település centruma is, megjelentek az emeletes házak, bérházak, társasházak. Rendkívül kevés a műemléki vagy műemlék jellegű épület. Ezek közé tartozik a város főterén álló református templom, a késő barokk stílusú katolikus templom, a katolikus parókia 17. századi épülete, a két évszázadon át a református egyház fiúiskolájaként működött emeletes épület. A városban viszonylag sok régi paraszti épület őrzi a XIX. század népi építészetének jegyeit.
A rendszerváltást követően rohamos fejlődésnek indultak az egyéni vállalkozások, különösen a szolgáltatások: kereskedelem, vendéglátás és a mezőgazdaság területén. Az ipari vállalkozások közül a bútorgyártás, a famegmunkálás, valamint a fémszerkezet gyártása jelentős, de a lakosság fő megélhetési forrása a mezőgazdaság. A település gazdasági életét kedvezően befolyásolja Debrecen közelsége, a 47-es számú főút (M47) melletti fekvése.
A településen a családok megélhetését elsősorban a mezőgazdaságból származó bevételek biztosítják. Derecske termőhelyi adottságai révén kiválóan alkalmas az intenzív növénytermesztésre. Ezt az adottságot a derecskei mezőgazdászok mindig is kihasználták, így a magas színvonalú növénytermelésben jelentős mértékű a kertészeti tevékenység részaránya. Ez a termelési technológia jelentős számú munkavállalónak tud munkát biztosítani.
A település 2013-ban ismét járási székhellyé vált. A Derecske-Létavértesi Kistérség kulturális, oktatási és gazdasági központja, székhelye. Az elmúlt öt évben megerősödtek a város külkapcsolatai, határon átnyúló szerepvállalásai. Szoros együttműködést alakított ki testvérvárosaival Mátraderecskével, Székelykeresztúrral, Nagyszalontával, Bánffyhunyaddal, a felvidéki Dereskkel és a lengyelországi Koszycevel.
Az 1990-es években épült a város mentőállomása, valamint a sport- és városi rendezvényeknek helyszínt adó sportcsarnok. Derecske városának van bölcsődéje, óvodája, általános és középiskolája, valamint művészeti iskolája. Kulturális és hagyományőrző rendezvényei, gazdag sportélete, középiskolája, művészeti iskolája, a közszolgáltatások magas színvonala élhető, fejlődő kisváros képét mutatják, mely rugalmasan alkalmazkodik a XXI. század kihívásaihoz. Köszönhetően az Európai Unió által finanszírozott beruházásoknak, Derecske városában számos fejlesztés megvalósult az utóbbi években. Többek között a város egész területén csatornahálózat épült ki, javult az ivóvíz minősége, valamint az oktatási, kulturális és egészségügyi intézmények korszerűsítése is végbement.

### A derecskei zsidó hitközség története
A derecskei zsidó hitközséget a 19. század közepén alapították, 1850-ben már 20 család telepedett ott le. 1851-ben a megyei főrabbi, Fried Áron (Áháron) zc”l kezdeményezésére felépült az első zsinagóga, 1853-ban megalakult a Chevra Kadisa, a vallási élet szempontjából fontos Szent Egylet. 1855-ben meghívták rabbinak a vilnai születésű, nagy tudós hírében álló Eisenstadter Éliást (Élijáhu) zc”l, aki 1869-ben elindította a helyi jesívát (talmudi akadémia). A következő rabbi Bermann Herman zc”l volt, aki 1877-79 között tevékenykedett, majd a nagyhírű sátoraljaújhelyi közösség szellemi vezetője lett. Őt Schreiber Salamon zc”l követte, aki a magyar ortodoxia kiemelkedő alakjának, Schreiber Mózesnek zc”l (aki fő műve címe alapján Chatam Szóferként ismeretes) volt az unokája. Onnan 1885-ben távozott, hogy a jóval nagyobb beregszászi hitközségnek főrabbi székét foglalja el. Utódja Szófer József Jehuda zc”l átszervezte a jesívát, melyhez menzát indított. 1887-ben zsidó elemi iskola, 1888-ban a felnőttek talmudi tanulmányainak helyt adó Misnajot Egyesület létesült. 1903-ban a rabbi távozott, a teendőket öccsére, Szófer Sámuel rabbira zc”l bízta. A növekvő és prosperáló közösség kinőtte a régi imaházat, így 1905 felépült a díszes és korszerű új zsinagóga. Mivel a rabbi egészsége megromlott, 1917-ben Szófer Sámuel lemondott, és posztját pár évig nem töltötték be.
Az első világháborúban a hitközség nyolcvan tagja vett részt, közülük tizenketten hősi halált haltak, sokat megsebesültek, rokkanttá váltak. A háborús megpróbáltatások után egy fiatal rabbi, Kohn Herman Cvi zc”l vezetésével új erőre kapott a közösség, a tagok száma elérte az 530 főt, akik közül 120 család fizetett hitközségi adót. A jesíva is megerősödött, folyamatosan 40-50 bócher (tanítvány) tanult ott. A derecskei üzleteket és gazdasági vállalkozásokat nagyrészt a helyi zsidóság alapította, ezzel fellendítve a kereskedelmet és ipart. Abban az időben a legtöbb család kereskedelemmel foglalkozott: 13 nagykereskedő, 28 kiskereskedő, 19 házaló volt. Összesen, beleértve a 4 kocsmatulajdonost, 71 családfő foglalkozott kereskedelemmel, szolgáltatásokkal. Az ipart 20 iparos és két malmos képviselte. Az értelmiségi pályán tevékenykedők közül két orvos, két állami tisztviselő, egy ügyvéd és öt tanító volt. Öt zsidó saját birtokán gazdálkodott.
Az alapítása óta ortodox hitközségnek az elemi iskolán és a jesíván kívül talmud-tórája is volt, ahol a fiuk az elemi vallási tudást sajátították el. A főrabbi, mint anyakönyvvezető rabbi hatása alá tartozott még nyolc kis község, így a Konyár is.  
Az 1929-es gazdasági válságot az egész közösség megsínylette, az 1938-as és 1939-es zsidótörvények tovább nehezítették az itteni zsidóság életét. 1940-től a férfiakat munkaszolgálatba vitték, ahonnan sokan nem jöttek vissza, ezért például a jesívát 1943-ban be kellett zárni. 1944-es német megszállás és a deportálások megpecsételték a majdnem száz éves közösség sorsát: a derecskei zsidók nagy részét a nagyváradi gettóba, majd Auschwitzba hurcolták, ahonnan nagyon kevesen tértek vissza. Az életben maradottak elköltöztek, sokan Izraelbe, sokan szerte a nagyvilágba. A zsinagógát és más közösségi épületeket eladták, ezzel a közösség megszűnt.

## Közélete

### Polgármesterei
| Időszak   | Polgármester       | Párt          | Megjegyzés                                           |
| --------- | ------------------ | ------------- | ---------------------------------------------------- |
| 1990–1992 | Luxeder Endre      | független     | A polgármestert lemondatta az önkormányzat testülete |
| 1992–1994 | Krisztik József    | független     |                                                      |
| 1994–1998 | Csató István       | független     |                                                      |
| 1998–2002 | Csató István       | független     |                                                      |
| 2002–2006 | Csató István       | független     |                                                      |
| 2006–2010 | Bakó István Zoltán | Fidesz-Magosz |                                                      |
| 2010–2014 | Bakó István Zoltán | Fidesz-KDNP   |                                                      |
| 2014–2019 | Bakó István Zoltán | Fidesz-KDNP   |                                                      |
| 2019–2022 | Bordán Szabolcs    | Fidesz–KDNP   | a képviselő-testület feloszlatta magát               |
| 2022–2024 | Rácz Anikó         | független     | Időközi választás 2022. szeptember 22.               |
| 2024–     | Rácz Anikó         | Fidesz-KDNP   |                                                      |

A 2022. szeptemberi időközi választást azért kellett kiírni, mert a képviselő-testület június 30-án feloszlatta magát.

## Népesség
A település népességének változása:
| Lakosok száma | 8914 | 8840 | 8403 | 8322 | 8327 | 8416 | 8413 |
|               | 2013 | 2014 | 2018 | 2021 | 2022 | 2023 | 2024 |

A 2011-es népszámlálás során a lakosok 89,8%-a magyarnak, 2,3% cigánynak mondta magát (10,2% nem nyilatkozott; a kettős identitások miatt a végösszeg nagyobb lehet 100%-nál). A vallási megoszlás a következő volt: római katolikus 6,3%, református 46,5%, görögkatolikus 0,7%, felekezeten kívüli 25,8% (19,3% nem válaszolt).
2022-ben a lakosság 91,2%-a vallotta magát magyarnak, 1,3% cigánynak, 0,2% románnak, 0,1% lengyelnek, 0,1% németnek, 1,9% egyéb, nem hazai nemzetiségűnek (8,7% nem nyilatkozott; a kettős identitások miatt a végösszeg nagyobb lehet 100%-nál). Vallásuk szerint 34,6% volt református, 3,5% római katolikus, 1,1% görög katolikus, 1,1% egyéb keresztény, 22,3% felekezeten kívüli (37,1% nem válaszolt).

## A város kapcsolatrendszere

### Gazdasági kapcsolatok
- Derecske-Létavértesi Kistérség Többcélú Kistérségi Társulás
- Derecskei Járás települései
- A kistérségi településekkel való szoros együttműködés, az egyes területeken való közös feladatellátás fontos elemét képezi a város kapcsolatrendszerének.

### Szakmai szervezeti és egyesületi kapcsolatok
- Magyar Önkormányzatok Szövetsége
- Bihari Hajdúvárosok Szövetsége
- Kisvárosi Önkormányzatok Országos Érdekszövetsége

## Intézmények

### Nevelési, oktatási intézmények
- Mese-Vár Óvoda és Bölcsőde
- Derecskei Bocskai István Általános Iskola
- Derecskei Alapfokú Művészeti Iskola
- Derecskei I. Rákóczi György Gimnázium, Szakgimnázium és Kollégium

### Szociális intézmények
- Derecskei Család-és Gyermekjóléti Központ
- Bíborka Integrált Szociális Intézmény Hajdú-Bihar Vármegye
- Berkenye Támogat-Lak Szolgáltató Központ Derecske
- Szociális Szolgáltató és Információs Központ

### Kulturális intézmények
- Derecske Városi Művelődési Központ és Könyvtár
- Derecske Város Közgyűjteménye
- Tájház

## Testvértelepülések
- Mátraderecske, Magyarország
- Székelykeresztúr, Románia
- Nagyszalonta, Románia
- Deresk, Szlovákia
- Koszyce, Lengyelország
- Bánffyhunyad, Románia
- Pápadereske, Magyarország

## Helyi értékek
Derecskei Települési Értéktárba felvett értékek listája
|     | Érték megnevezése | Érték besorolása                                                       | Egyéb megjegyzés |
| 1.  | Hagymafesztivál a derecskei Jóbarátok Nyugdíjas Klubban                                                                                         | Agrár-és élelmiszergazdaság                                            | |
| 2.  | A hagymatermesztés története Derecskén | Agrár-és élelmiszergazdaság                                            | |
| 3.  | Derecskei rátétes szűr és szűrrátétes (Porkoláb Ferenc népi iparművész munkássága)                                                              | Kulturális örökség                                                     | Ezen két helyi értéket egyként kezelve a Hajdú-Bihar Megyei Értéktár felvette a megyei értékek közzé Derecskei szűrrátét néven. |
| 4.  | Derecskei szűrrátét-készíti Sárközi Béla Józsefné sz. Kovács Margit-aki ennek továbbéltetője (Sárközi Béla Józsefné népi iparművész munkássága) | Kulturális örökség                                                     | Ezen két helyi értéket egyként kezelve a Hajdú-Bihar Megyei Értéktár felvette a megyei értékek közzé Derecskei szűrrátét néven. |
| 5.  | Szatmári Ferenc kosárfonó népi iparművész munkássága                                                                                            | Kulturális örökség                                                     | |
| 6.  | Barta József fafaragó népi iparművész munkássága                                                                                                | Kulturális örökség                                                     | |
| 7.  | Csécsi Lajos könyve Derecske népi építészeti emlékei címmel                                                                                     | Épített környezet                                                      | |
| 8.  | Derecskei női kisbunda | Kulturális örökség                                                     | |
| 9.  | Derecskei Aranyak | Sport                                                                  | |
| 10. | Derecskei betlehemes játék | Kulturális örökség                                                     | |
| 11. | Derecskei disznótor | Agrár-és élelmiszergazdaság, Kulturális örökség és turizmus kategóriák | |
| 12. | Országosan kiemelt minősítést kapott derecskei gyermektánc koreográfiák (Csik Istvánné munkássága)                                              | Kulturális örökség                                                     | |
| 13. | Fejfás temetkezés a 19-20. századi derecskei református temetőkben                                                                              | Kulturális örökség                                                     | |
| 14. | A Derecskei Gyümölcsös 100%-ban natúr, környezettudatos, ősi magyar hagyományokra épülő kertgazdálkodásból származó népszerű termékcsalád       | Agrár- és élelmiszergazdaság                                           | |
| 15. | A több száz éves múlttal bíró derecskei kertgazdálkodás Bold Agro által képviselt hagyományőrző innovációja                                     | Agrár- és élelmiszergazdaság                                           | |

## Derecskei LSE
A Derecskei LSE (másképpen Derecskei Sport Kör, vagy: FC Derecske) a Hajdú-Bihar vármegyei labdarúgó-bajnokságban szerepel. A klubot 1999-ben alapították. Sokéves fennállása alatt szinte kizárólag a megyei bajnokságok különböző osztályaiban szerepelt.
Szerepelt a Hajdú-Bihar megyei I. osztályban 2013 és 2016 években.
A csapathoz kapcsolható a Derecskei LSE II csapata is. A Derecskei LSE klub színei a zöld és a fehér. A Derecskei LSE neve korábban, 1925 és 1945 között Derecskei MOVE Sport Egylet volt, majd 1945-től lett Derecskei SE. 1948-tól Derecskei Dolgozók SE, 1950-ben Derecskei Állami Gazdasági Dolgozók SE lett, 1951-ben Derecskei Állami Mezőgazdasági Gépjavító SE lett a neve. 1952-ben nevét Derecskei Sport Körre változtatták, de hívták a csapatot Derecskei Traktor SK-nak is. Derecskei MEDOSZ SE lett 1953-ban, Derecskei Petőfi SE lett 1969-ben és FC Derecske is volt, majd a Derecskei Sportintézmény nevet kapta meg 1994-ben. 1995-ben Derecskei Városi Sportintézmény SE lett, 1997-től 1999-ig Derecskei SE, 1999-től pedig Derecskei Labdarúgók Sportegyesülete volt.

## Ismert személyek

### Híres szülöttei
- Bakó Endre (1938) újságíró, irodalomtörténész[23]
- Kótsi Patkó János, (1763–1842) színész, drámaíró, fordító, szakíró, színigazgató
- Mikola Jonatán (Derecske, 1957 -) hegedűművész, filozófus
- Mustó Péter (Derecske, 1935. jan. 25. - Hildesheim, 2023. aug. 6.) jezsuita, pap, lelkivezető.
- Sápi Csaba, (1971) labdarúgó-játékvezető
- Szarka László Csaba (Derecske, 1954- ) geofizikus, az Magyar Tudományos Akadémia rendes tagja, 2019-ig az MTA Csillagászati és Földtudományi Kutatóközpont főigazgatója.
- Széplaky Gerda (Derecske, 1973–) filozófus, esztéta, egyetemi oktató
- Zákány József (Derecske, 1785 – Vajda, 1857. szept. 10.) tanár, pedagógiai író.

### Itt él
- Jantyik Zsolt, 1964. december 14 -én Karcagon született Fekete Irén tiszaörsi egészségügyi dolgozó és Jantyik István kondorosi tanító fia Jantyik Zsolt szövegíró, énekes. Az általános iskolát Ecsegfalván végezte, majd a kisújszállási Móricz Zsigmond Gimnáziumban érettségizett és a Debreceni akkori Kossuth Lajos Tudomány Egyetemen folytatta tanulmányait. Közművelődési szakemberként 1990-ben végzett magyar–népművelés szakon.

Dalszövegei a Bikini, a P. Box, Vincze Lilla, Csepregi Éva, Varga Miklós, Végváry Ádám és saját zenekara, a PG Csoport előadásában váltak slágerekké. Nemcsak dalszövegek, hanem forgatókönyvek és versek is kerültek ki már tollából. Közművelődési szakember, Derecskén él családjával együtt.

### Itt halt meg
- 1891. szeptember 19-én Éder János katolikus pap, akinek 1845-ben Nagyváradon megjelent egy írása.[24][25]